# O Meu Amigo Mike ao Trabalho
O Meu Amigo Mike ao Trabalho (dt.: Mein Freund Mike bei der Arbeit) ist ein Dokumentarfilm des portugiesischen Regisseurs Fernando Lopes aus dem Jahr 2008. Er wurde im selben Jahr auf dem Lissabonner Dokumentarfilm-Festival Doclisboa aufgeführt.

## Handlung
Im Mittelpunkt des Films steht der schweizerisch-amerikanische Maler Michael Biberstein. Er lebt seit 30 Jahren in Portugal und ist mit dem Regisseur Lopes befreundet. Nach einem Gespräch im Haus eines gemeinsamen Freundes beschließen die beiden, den Schaffensprozess der Arbeiten Bibersteins filmisch festzuhalten. Gedreht wurde in Bibersteins Atelier, einem riesigen ehemaligen Hangar in Fonte Santa (Alentejo).    